# Winter-Paralympics 2022/Medaillenspiegel
Diese Tabelle zeigt den Medaillenspiegel der Winter-Paralympics 2022. Die Platzierungen sind nach der Anzahl der gewonnenen Goldmedaillen sortiert, gefolgt von der Anzahl der Silber- und Bronzemedaillen. Weisen zwei oder mehr Länder eine identische Medaillenbilanz auf, werden sie alphabetisch geordnet auf dem gleichen Rang geführt. Dies entspricht dem System, das vom IOC verwendet wird.
| Medaillenspiegel | Medaillenspiegel   | Medaillenspiegel | Medaillenspiegel | Medaillenspiegel | Medaillenspiegel |
| Platz            | Land               | Goldmedaille     | Silbermedaille   | Bronzemedaille   | Gesamt           |
| ---------------- | ------------------ | ---------------- | ---------------- | ---------------- | ---------------- |
| 1                | China              | 18               | 20               | 23               | 61               |
| 2                | Ukraine            | 11               | 10               | 8                | 29               |
| 3                | Kanada             | 8                | 6                | 11               | 25               |
| 4                | Frankreich         | 7                | 3                | 2                | 12               |
| 5                | Vereinigte Staaten | 6                | 11               | 3                | 20               |
| 6                | Österreich         | 5                | 5                | 3                | 13               |
| 7                | Deutschland        | 4                | 8                | 7                | 19               |
| 8                | Norwegen           | 4                | 2                | 1                | 7                |
| 9                | Japan              | 4                | 1                | 2                | 7                |
| 10               | Slowakei           | 3                | 0                | 3                | 6                |
| 11               | Italien            | 2                | 3                | 2                | 7                |
| 12               | Schweden           | 2                | 2                | 3                | 7                |
| 13               | Finnland           | 2                | 2                | 0                | 4                |
| 14               | Großbritannien     | 1                | 1                | 4                | 6                |
| 15               | Neuseeland         | 1                | 1                | 2                | 4                |
| 16               | Niederlande        | 0                | 3                | 1                | 4                |
| 17               | Australien         | 0                | 0                | 1                | 1                |
| 17               | Kasachstan         | 0                | 0                | 1                | 1                |
| 17               | Schweiz            | 0                | 0                | 1                | 1                |
| Gesamt           | Gesamt             | 78               | 78               | 78               | 234              |